# Karl Frömml
Karl Frömml (* 7. September 1807 in Wien; † 1. Jänner 1889 ebenda) war Baumeister und Bürgermeister der ehemals selbständigen Gemeinde Floridsdorf.

## Baumeister
Frömml gründete 1839 in Floridsdorf einen Baumeisterbetrieb. Er errichtete 1855 den Kirchturm der Klosterkirche Maria Immaculata der Schulbrüder in Strebersdorf.

## Bürgermeister
In der ehemals selbständigen Gemeinde Floridsdorf wurde er zuerst in den Gemeindeausschuss gewählt, später in den Gemeinderat. Von 1869 bis 1876 war er Bürgermeister. Erstmals mit eigenem Gemeindehaus, davor war die Dienststelle des Bürgermeisters in seinem Wohnhaus. 1872 führte er die öffentliche Gasbeleuchtung ein, davor waren noch Petroleumlampen in Nutzung. In seiner Amtszeit entstanden mehrere neue Gassen. 1874 wurde der Ortsteil Jedlersdorf am Spitz, die linksseitige Besiedlung an der Brünner Straße, Teil der Gemeinde Floridsdorf.

## Ehrungen
- Frömmlgasse in Floridsdorf